# Уэстленд
Национальный парк Уэстленд Таи Поутини (исп. Westland Tai Poutini National Park) — пятый по величине национальный парк в Новой Зеландии, расположен в западной части Южного острова, между Южными Альпами и побережьем острова. Парк основан в 1960 году в честь столетия европейского заселения округа Уэстленд. Площадь парка — 1320 км².
Граничит с национальным парком Маунт-Кук вдоль главного водораздела Южных Альп. На территории парка находятся несколько крупных ледников, в том числе ледник Фокса и ледник Франца-Иосифа. Высочайшая точка — гора Тасмана. Гористая местность парка является причиной выпадения большого количества орографических осадков, которые выпадают в парке из-за преобладания западных ветров, что, в свою очередь, способствует образованию густых тропических лесов умеренного климата, распространенных по всему парку. По парку протекает река Карангаруа. Вдоль неё проходит популярный маршрут Коплэнд Трак.
В парке популярна охота на оленей, серн и таров. До труднодоступных районов охотники добираются на вертолётах. Основными поселениями на территории парка являются Фокс-Глейшер и Франц-Йозеф.
В 1982 году к парку были присоединены государственные леса Окарито и Вайкукупа, в 1983 году — долина верховьев реки Карангаруа, в 2002 году — леса Северное Окарито и Солтуотер. В 2010 году к парку были присоединены более 4400 гектаров земли, большая часть которых располагается к востоку от лагуны Окарито.